# Giovanni Battista Sacchetti (banchiere)
Giovanni Battista Sacchetti (Firenze, 1540 – Roma, 20 gennaio 1620) è stato un banchiere e mercante italiano.

## Biografia
Nato a Firenze nel 1540, Giovanni Battista era figlio di Matteo, mercante e patrizio fiorentino, e di sua moglie Nanna Carducci. 
Costretto a fuggire da Firenze dopo l'instaurazione del principato mediceo, essendo la sua famiglia di parte guelfa e per di più invisa alla politica dei Medici, decise di abbandonare l'avita residenza della Torre dei Sacchetti e riparò a Roma ove al suo trasferimento venne indicato come "mercante" ma dove, de facto svolse la professione di banchiere nel rione di Ponte.
Lasciò un prezioso Quaternetto dei ricordi nel quale annotò molti degli episodi personali e di vita familiare che ancora oggi offrono un pregevole spaccato di vita aristocratica alla fine del Cinquecento a Roma. All'interno di questo documento, all'anno 1597, si ha inoltre la prima annotazione dell'acquisto per suo conto di una cappella all'interno della Basilica di San Giovanni dei Fiorentini a Roma, divenuta poi nota col nome di Cappella Sacchetti. In essa egli fece seppellire sua moglie Francesca Altoviti, morta incinta di cinque mesi e qui vennero sepolti tutti i suoi discendenti. Tale cappella segnò indirettamente il trasferimento dei Sacchetti a Roma con l'acquisizione in loco di un patronato ecclesiastico (a Firenze, dall'XI secolo, avevano il loro patronato sulla Chiesa di Sant'Apollinare, mantenendolo sino alla metà del Settecento).
Morì a Roma il 20 gennaio 1620.

## Matrimonio e figli
Giovanni Battista sposò il 27 novembre 1579 la nobile fiorentina Francesca di Alessandro Altoviti (c. 1558-per i postumi del parto 29 dicembre 1597), dalla quale ebbe i seguenti figli:
- Matteo (22 settembre 1580 - 16 settembre 1590)
- Bindo Vincenzo (6 ottobre 1581 - 23 luglio 1585)
- Clarice (21 maggio 1583 - fra il 1615 e il 1620), sposò nel 1602 Luigi di Alberto Altoviti (1568-1632), patrizio di Firenze
- Sandrina (8 giugno 1584 - 1588)
- Marcello (12 ottobre 1586 - 15 settembre 1629)
- Giulio Cesare (17 dicembre 1587 - 28 giugno 1663), cardinale
- Alessandro (28 gennaio 1589 - 20 febbraio 1648), nobile di Corneto dal 1631, colonnello negli eserciti imperiale e pontificio
- Ottavia (27 aprile 1590 - 1º settembre 1646[2]), sposò in prime nozze nel 1606 Pietro di Braccio Alberti (1º dicembre 1564-8 febbraio 1613), da cui non ebbe figli; in seconde nozze il 6 agosto 1615 il marchese Orazio Falconieri (1579-1664), da cui ebbe un figlio
- Matteo (22 aprile 1593 - 24 luglio 1659), sposò nel 1637 Cassandra Ricasoli Rucellai
- Giovanni Francesco (15 ottobre 1595 - 7 giugno 1637), sposò il 19 febbraio 1631 Beatrice Tassoni Estense (10 novembre 1611-15 maggio 1633) e il 1º dicembre 1633 Cassandra de' Ricci (21 dicembre 1611-1678); non ebbe figli
- n.n. (figlia femmina, al quinto mese di gravidanza 29 dicembre 1597).